# Invenio
CDS Invenio — інтегрована система цифрової бібліотеки, яка забезпечує каркас та інструменти для будівництва та управління автономного цифрового сервера бібліотеки. Попередня назва CDSware. Розроблено Європейською організацією ядерних досліджень (CERN).
Програмне забезпечення доступне для усіх під Загальною Публічною Ліцензією (GPL). Технологія, запропонована програмним забезпеченням, покриває усі аспекти управління цифровою бібліотекою. Підтримується ініціатива відкритих архівів, протокол OAI-PMH та бібліографічний стандарт MARC 21. Гнучке, потужне та всестороннє рішення для управління цифровими сховищами середніх та великих розмірів.

## Історія
CDS Invenio розроблено, підтримується та використовується на сервері документів CERN. На CERN CDS Invenio управляє понад 500-ма колекціями даних, що складають понад 800 000 бібліографічних записів, що включають препринти, статті, книги, журнали, фотографії та інше. Окрім CERN, CDS Invenio зараз встановлений та використовується, як мінімум, у дюжині наукових установ по всьому світу (дивіться сторінку з демонстраціями ).
До 1 липня 2006 року пакет мав назву CDSware, яка була змінена на CDS Invenio, а тепер називається Invenio.

## Технологія
Працює на пайтоні під лінуксом, apache2, mysql.